# Ostatnia nadzieja
Ostatnia nadzieja (zapis stylizowany: ostatnia nadzieja) – singel polskich piosenkarzy Sanah i Dawida Podsiadły. Utwór pochodzi z trzeciego albumu studyjnego Sanah pt. Uczta. Singel został wydany 14 kwietnia 2022.
Kompozycja znalazła się na 1. miejscu listy AirPlay – Top, najczęściej odtwarzanych utworów w polskich rozgłośniach radiowych. Nagranie otrzymało w Polsce status podwójnie diamentowego singla, przekraczając liczbę 500 tysięcy sprzedanych kopii.

## Ostatnia umiera nadzieja – alternatywny tytuł
W maju 2025 roku, na prośbę jednej z maturzystek, Sanah tymczasowo dodała alternatywny tytuł do utworu Ostatnia nadzieja – Ostatnia umiera nadzieja (zapis stylizowany: ostatnia umiera nadzieja. Zmiana miała obowiązywać do połowy lipca 2025 roku.

## Geneza utworu i historia wydania
Piosenka została napisana i skomponowana przez Zuzannę Jurczak, Dawida Podsiadło i Jakuba Galińskiego, który również odpowiada za produkcję piosenki.
Singel ukazał się w formacie digital download 14 kwietnia 2022 w Polsce za pośrednictwem wytwórni płytowej Magic Records w dystrybucji Universal Music Polska. Piosenka została umieszczona na trzecim albumie studyjnym Sanah – Uczta.
Utwór znalazł się na polskich składankach: Hity na czasie: Lato 2022 (wydana 24 czerwca 2022), Bravo Hits: Lato 2022 (wydana 24 czerwca 2022), Najlepsze hity 2022 (wydana 2 grudnia 2022) i Ram Café: Volume 17 (wydana 16 grudnia 2022).

## „Ostatnia nadzieja” w stacjach radiowych
Nagranie było notowane na 1. miejscu w zestawieniu AirPlay – Top, najczęściej odtwarzanych utworów w polskich rozgłośniach radiowych.

## Lista utworów
- Digital download[4]

1. „Ostatnia nadzieja” – 3:45

## Notowania
| Kraj   | Lista (2022–23)          | Najwyższa pozycja |
| ------ | ------------------------ | ----------------- |
| Polska | Billboard Poland Songs   | 3                 |
| Polska | OLiS – single w streamie | 19                |

| Kraj   | Lista (2022)      | Najwyższa pozycja |
| ------ | ----------------- | ----------------- |
| Polska | AirPlay – Top     | 1                 |
| Polska | AirPlay – Nowości | 2                 |

| Kraj   | Lista (2022)             | Pozycja |
| ------ | ------------------------ | ------- |
| Polska | AirPlay – Top            | 45      |
| Polska | Lista (2023)             | Pozycja |
| Polska | OLiS – single w streamie | 36      |

## Certyfikaty
| Kraj          | Certyfikat          | Sprzedaż |
| ------------- | ------------------- | -------- |
| Polska (ZPAV) | 2× diamentowa płyta | 500 000+ |

## Wyróżnienia
| Rok  | Konkurs                  | Kategoria                   | Rezultat   |
| ---- | ------------------------ | --------------------------- | ---------- |
| 2022 | Gorąca 100               | 100 największych hitów 2022 | 1. miejsce |
| 2022 | Przebój roku RMF FM 2022 | Przebój roku                | 6. miejsce |